# 上本町 (瀬戸市)
上本町（かみほんまち）は、愛知県瀬戸市の地名。

## 地理
瀬戸市西部に位置する。東は上水野町、北は水北町に接する。

### 河川
- 水野川[2]

## 歴史

### 人口の変遷
国勢調査による人口および世帯数の推移。
| 1995年（平成7年）  | 201世帯 698人 |  |
| 2000年（平成12年） | 210世帯 678人 |  |
| 2005年（平成17年） | 208世帯 650人 |  |
| 2010年（平成22年） | 214世帯 603人 |  |
| 2015年（平成27年） | 235世帯 641人 |  |
| 2020年（令和2年）  | 256世帯 684人 |  |

### 沿革
- 1964年（昭和39年） - 瀬戸市上水野の一部により、同市上本町が成立[1]。
- 1981年（昭和56年） - 一部が中水野町に編入される[1]。
- 1984年（昭和59年） - 一部が上松山町となる[1]。

## 交通
- 愛知県道210号中水野品野線

## 施設
- 瀬戸市民公園[2]
- 市民プール[2]
- 体育館[2]

### WEB
1. ↑  “愛知県瀬戸市の町丁・字一覧”.   人口統計ラボ. 2020年12月12日閲覧。
2. 1 2  総務省統計局 (2022年2月10日). “令和2年国勢調査の調査結果(e-Stat) - 男女別人口，外国人人口及び世帯数－町丁・字等” (CSV). 2023年8月2日閲覧。
3. ↑  “郵便番号検索 愛知県瀬戸市の郵便番号一覧”.   日本郵便. 2020年10月27日閲覧。
4. ↑  “市外局番の一覧” (PDF).   総務省 (2022年3月1日). 2022年3月22日閲覧。
5. ↑  “ナンバープレートについて”.   一般社団法人愛知県自動車会議所. 2024年1月21日閲覧。
6. ↑  総務省統計局 (2014年3月28日). “平成7年国勢調査の調査結果(e-Stat) - 男女別人口及び世帯数 －町丁・字等” (CSV). 2020年10月28日閲覧。
7. ↑  総務省統計局 (2014年5月30日). “平成12年国勢調査の調査結果(e-Stat) - 男女別人口及び世帯数 －町丁・字等” (CSV). 2020年10月28日閲覧。
8. ↑  総務省統計局 (2014年6月27日). “平成17年国勢調査の調査結果(e-Stat) - 男女別人口及び世帯数 －町丁・字等” (CSV). 2020年10月28日閲覧。
9. ↑  総務省統計局 (2012年1月20日). “平成22年国勢調査の調査結果(e-Stat) - 男女別人口及び世帯数 －町丁・字等” (CSV). 2020年10月28日閲覧。
10. ↑  総務省統計局 (2017年1月27日). “平成27年国勢調査の調査結果(e-Stat) - 男女別人口及び世帯数 －町丁・字等” (CSV). 2020年10月28日閲覧。

### 書籍
1. 1 2 3 4  「角川日本地名大辞典」編纂委員会 1989, p. 424.
2. 1 2 3 4 5 6  「角川日本地名大辞典」編纂委員会 1989, p. 1697.